# ストラタステクノロジー
ストラタステクノロジー（Stratus Technologies）は、主に無停止コンピュータ（フォールトトレラント設計のコンピュータ）を製造・販売するアメリカ合衆国の企業である。1980年、フォールトトレラント設計のミニコンピュータ製品の製造・販売を行う企業としてストラタスコンピュータ(Stratus Computer)として設立され、1999年に現在の社名に変更された。
2023年現在、ストラタステクノロジーはztC Edgeシリーズ、ftServerシリーズ、everRunソフトウェアの製造・販売・サポートを行っている。
日本法人として、1986年にストラタスコンピュータ株式会社設立。2001年、社名を日本ストラタステクノロジー株式会社に変更した。日本法人は東京都千代田区に本社を置く。

## 歴史
ストラタスコンピューターは1980年に米国マサチューセッツ州で設立され、銀行や証券会社などの金融サービス会社を伝統的な市場とした。1990年代の初頭にはネットワーク管理や顧客サービスなどの通信産業にも参入し、その収益は企業向けコンピュータを上回ったため、Ascend Communicationsによる買収につながった（Ascend Communicationsは後にLucent Technologiesに獲得された）。
企業向けサーバ部門はAscendに僅かの利益しかもたらさなかったため、1999年に売却され、国際投資会社のInvestcorpの出資を受け設立、社名をストラタステクノロジーとした。投資家のInvestcorpやMidOcean Partners、インテルや日本電気などが出資していた。
2002年、Lucentはストラタスから提供されたテレコム製品ラインをロサンゼルスに本拠を置くPlatinum Equityに売却、同部門はその後Cemprus LLCとなり、ストラタスは2003年にCemprusを買収した。
ストラタステクノロジーは、2014年9月にSiris Capitalグループにより買収された。その後、2022年8月、Smart Global Holdingsにより買収された。2023年現在、ストラタステクノロジーはSmart Global Holdingsのメンバー企業となっている。

## 製品とユーザー
最初の製品ラインはモトローラのMC68000プロセッサーをベースとしていたが、次にはIntel i860プロセッサ、ヒューレット・パッカードのPA-RISC （Continuumファミリー）、最終的にIntel Xeonプロセッサ （Vシリーズ）に移行した。
この製品ラインでは、オペレーティングシステムとして独自のVOS(Virtual Operation System)、Microsoft Windows 2003、Linuxを稼働させている。VOSはMulticsから多くの特徴を受け継ぎ、拡張を続けて現在のストラタスのサーバ用のオペレーティングシステムとなっている。なおストラタスはFTX (Fault-Tolerant UNIX) と呼ばれるオリジナルのUNIXをベースとしたUNIX製品も持っていたが、既に販売を停止している。
2002年6月、ストラタスはMicrosoft Windows 2000に対応するIntelベースのftServerラインを販売開始した。現在販売されているftServerラインは、オペレーティングシステムとして、Windows、Red Hat Enterprise Linux、およびVMware vSphereに対応している。
2008年6月、ストラタスは仮想化が組み込まれた高可用性製品であるStratus Avanceソフトウェアの提供を開始。その後、2012年にMarathon Technologiesを買収したことにより、2014年ソフトウェア・フォールト・トレランス製品everRunシリーズを発表、2016年にAvanceを販売終了した。
2018年5月、無停止機能を備え、産業分野のエッジ環境用に専用設計された、ゼロタッチで信頼性が高く、セキュアで高度に自動化されたコンピューティング・プラットフォームztC Edgeを発売。産業用途のエッジサーバーとして各所(自動車等のモノづくり現場や工作機械への組み込み用途)で使用されている。
ストラタスは、マサチューセッツ州メイナードに拠点を置き、英国、オランダ、南アフリカ、フランス、ドイツ、イタリア、スペイン、オーストラリア、ニュージーランド、シンガポール、香港、中国、日本などの世界各地にオフィスを構える。ストラタスは巨大な顧客ベースを持っており、クリティカルな環境での使用となる銀行、救急センター、警察、消防署、病院、医療施設、政府、クレジットカード会社、証券会社、通信電話会社、インターネットプロバイダーなどで多く利用されている。　近年は、製造、電力エネルギー、石油・ガス、流通、運輸交通など、産業用用途での使用が急増している。
2023年7月現在では、主に以下の製品を販売している。
- 産業用エッジコンピューティングztC Edgeファミリー
- 無停止型サーバー ftServerファミリー
- 連続可用性ソフトウェア everRunファミリー
- ftServer Vシリーズ

## 備考
- 日本電気とは1989年より業務提携しており、FTシリーズとしてOEM供給を受けNTTに納入していた。2005年には提携強化を発表し、日本電気がftServerのハードウェア開発、製造を、ストラタスがソフトウェアの開発を分担して行っている。 [1]。

## 参照
1. ↑  NECとストラタス、無停止型サーバ分野で提携を強化